# Плезант-Гоуп (Міссурі)
Плезант-Гоуп (англ. Pleasant Hope) — місто (англ. city) в США, в окрузі Полк штату Міссурі. Населення — 657 осіб (2020).

## Географія
Плезант-Гоуп розташований за координатами 37°27′58″ пн. ш. 93°16′33″ зх. д. / 37.46611° пн. ш. 93.27583° зх. д. (37.466086, -93.275796).  За даними Бюро перепису населення США в 2010 році місто мало площу 4,06 км², з яких 4,01 км² — суходіл та 0,06 км² — водойми.

## Демографія
Згідно з переписом 2010 року, у місті мешкало 614 осіб у 243 домогосподарствах у складі 162 родин. Густота населення становила 151 особа/км².  Було 275 помешкань (68/км²).
Расовий склад населення:
| - 95,4 % — білих - 0,8 % — корінних американців - 0,3 % — азіатів - 1,3 % — осіб інших рас |

До двох чи більше рас належало 2,1 %. Частка іспаномовних становила 3,4 % від усіх жителів.
За віковим діапазоном населення розподілялося таким чином: 27,0 % — особи молодші 18 років, 63,4 % — особи у віці 18—64 років, 9,6 % — особи у віці 65 років та старші. Медіана віку мешканця становила 33,5 року. На 100 осіб жіночої статі у місті припадало 94,9 чоловіків;  на 100 жінок у віці від 18 років та старших — 93,9 чоловіків також старших 18 років.
Середній дохід на одне домашнє господарство  становив 39 037 доларів США (медіана — 40 962), а середній дохід на одну сім'ю — 44 942 долари (медіана — 46 563). Медіана доходів становила 36 023 долари для чоловіків та 32 868 доларів для жінок. За межею бідності перебувало 23,3 % осіб, у тому числі 31,6 % дітей у віці до 18 років та 18,6 % осіб у віці 65 років та старших.
Цивільне працевлаштоване населення становило 268 осіб. Основні галузі зайнятості: освіта, охорона здоров'я та соціальна допомога — 23,9 %, науковці, спеціалісти, менеджери — 17,5 %, роздрібна торгівля — 15,7 %.